# Король Угорщини
Король Угорщини — титул глави Угорського королівства від 1000 (або 1001) до 1918 року.
До цього титулу додавались також титули королів інших країн, залежно від розширень володінь Угорщини. 1758 року Папа Римський Климент XIII надав королю Угорщини титул «Апостольський король». Цей титул використовували усі наступні королі Угорщини, тому після цієї дати його називають «Апостольським королем Угорщини».

## Історія
До 1000 року Угорщина не була королівством і її правитель мав титул Великий князь Угорський. Перший король Угорщини Стефан був коронований 25 грудня 1000 (або 1 січня 1001) року короною Папи Сильвестра II, за згоди та сприяння Імператора Священної Римської імперії Оттона III.
Після коронації короля Стефана I, всі монархи Угорщини використовували титул «Король». Однак, не всі правителі Угорщини дійсно були королями. Для прикладу Іштван Бочкай і Ференц II Ракоці були проголошені правителями як «Великі Князі Угорщини», а Янош Гуньяді, Лайош Кошут і Міклош Горті, хоча й були правителями Королівства Угорщини, проте мали титул «регент».
Традиційно титул передавався спадкоємцю по чоловічій лінії, проте під час суперечок за трон, королів могла обирати шляхта.
Так Матвія Корвіна обрала знать королівства, він був першим угорським монархом, який походив з аристократичної, а не з королівської сім'ї.
Після 1526 року, коли загинув останній король Богемії та Угорщини з династії Яґелонів Людовик II, угорський трон переходить до династії Габсбурґів, що успадкували трон і правили Угорщиною та Австрією протягом майже 400 років, до 1918 року.
Під час перебування на престолі жінки їй надається титул «короля Угорщини», як було у випадках із королевами Марією та Марією Терезією.

## Інші титули
Протягом століть королі Угорщини захоплювали та претендували на володіння сусідніх країн. Одночасно з війнами з підкорення сусідніх держав вони починали використовувати королівські титули, пов'язані з цими країнами. Найповніший титул Угорських королів звучав так: «З ласки Божої, Апостольський король Угорщини, король Далмації, Хорватії, Славонії, Рами, Сербії, Галичині та Лодомерії, Куманії та Болгарії, Великий князь Трансильванії, граф в Секеї».
Титул «апостольський король» був затверджений Папою Климентом XIII в 1758 році і використовувався надалі всіма королями Угорщини.
Титул «Король Славонії» належить до територій між річками Драва і Сава. Цей титул вперше використав король Ладіслав. Він був також першим, хто прийняв титул «короля Хорватії» 1091 року.
Король Коломан I додав до свого титулу «король Далмації» 1105 року.
Титул «Король Рами», претендуючи на володіння Боснії, вперше використаав король Бела II 1136 року. А Імріх I проголосив себе «королем Сербії».
Титул «Король Галичини» використали угорські королі для позначення своїх претензій на Галичину, а титул «Король Лодомерії» — на Волинь. Обидві назви прийняв Андрій II 1205 року, коли після смерті Великого князя Київського, Галицького та Волинського Романа угорські королі почали претендувати на володіння Королівства Русі.
1233 року Бела IV почав використовувати титул «Короля Куманії», яким затверджувалась влада над територіями населеними куманами (половцями) (Валахії та Молдавії) в той час. Титул «король Болгарії» був доданий до королівського титулу Стефаном V.
Трансильванія спочатку була провінцією Угорського королівства, якою правили воєводи, але після 1526 року стала напівнезалежним князівством підпорядкованим Османській імперії, а пізніше імперії Габсбурґів. 1696 року, після того, як австрійський імператор змусив відректись від престолу Міхая II, Леопольд I прийняв титул «князь Трансильванії». 1765 року Марія Терезія піднесла Трансильванію до Великого князівства.
Графство Секеї було спочатку залежним від Королівства Угорщини, але пізніше перебувало під владою князів Трансильванії. Титул було також остаточно закріплено під час правління Марії Терези, на прохання секеїв.

## Титули
травень 1387
- лат. Nos Sigismundus dei gracia Hungarie Dalmacie Croacie Rame Servie Galicie Lodomerie Comanie Bulgarieque rex, marchio Brandemburgensis, sacri Romani Imperii archicamerarius, atque Boemie et Luczemburgensis heres

Ми, Сигізмунд, Божою милістю, король Угорщини, Далмації, Хорватії, Рами, Сербії, Галичини, Волині, Куманії і Болгарії; маркграф
Бранденбурзький; верховний камерарій Священної Римської імперії; а також дідич Богемський і Люксембурзький.